# Zby atlanticus
Zby — вимерлий рід туріазаврових завроподів, відомий з пізньої юри (пізній кіммеріджський етап) формації Lourinhã, центрально-західна Португалія. Він містить один вид, Zby atlanticus. Він названий на честь Жоржа Збишевського, який вивчав геологію та палеонтологію Португалії.

## Опис

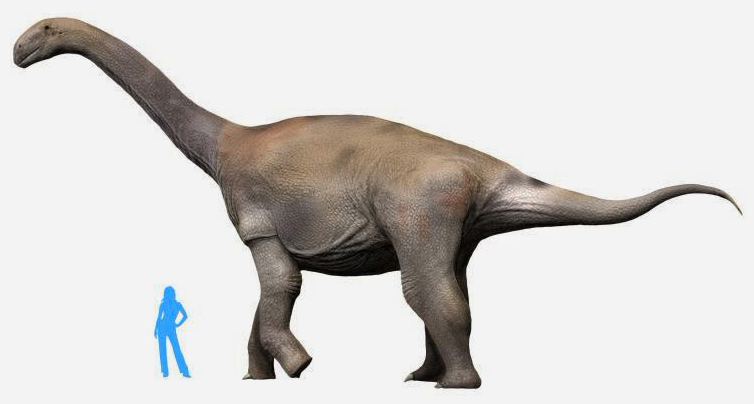
Художня реконструкція Zby atlanticus і порівняння розмірів.

Zby був вперше описаний і названий Октавіу Матеушем, Філіпом Д. Манніоном і Полом Апчерчем у 2014 році, а типовим видом є Zby atlanticus, хоча спочатку вважалося, що це Turiasaurus riodevensis. Він відомий лише за їхнім голотипом, тісно пов’язаним частковим скелетом, що включає повний зуб із коренем, фрагмент шийних хребців, передньої кінцівки та інших частин. Zby відрізняється від інших завроподів за чотирма аутапоморфіями, включаючи помітний виступаючий назад хребет на плечовій кістці на рівні дельтопекторального гребеня. Вважається, що Zby тісно пов’язаний з Turiasaurus riodevensis з Іспанії та Португалії на основі його морфології зубів, сильного передньо-заднього стиснення проксимального кінця променевої кістки та сильного скошування бічної половини дистального кінця променевої кістки, тоді як деякі інші ознаки передніх кінцівок відрізняють ці два роди. Майже всі інші анатомічні особливості свідчать про те, що Zby не належить до неозавроподів евзавроподів, що підтверджує його позицію як туріазавра. За оцінками, Zby мав довжину від 16 до 18 метрів.